# Quentin Dabson

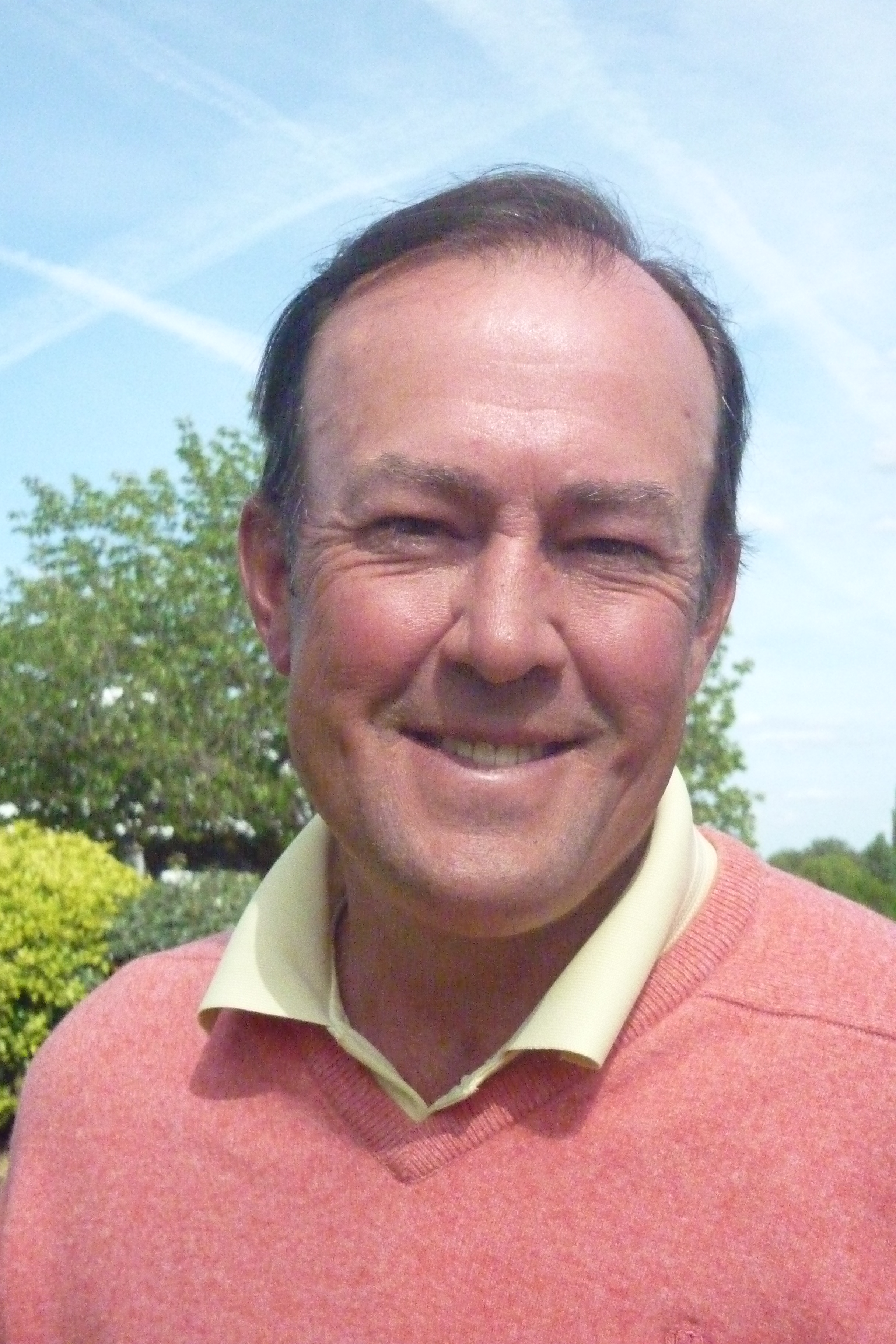
Quentin Dabson op Waterloo 2011

Quentin Dabson (Taunton, 10 mei 1963) is een Engelse golfprofessional maar hij heeft ook de Franse nationaliteit.
Dabson werd in 1983 professional. Sindsdien heeft hij allerlei internationale toernooien gespeeld. In 1990 speelde hij op de Europese PGA Tour, maar slaagde er niet in zijn tourkaart te verlengen.
In 2002 werd hij coach bij de Franse Golffederatie. Sinds januari is hij pro op de Royal Waterloo Golf Club.

## Gewonnen
- 1987: Omnium de Valescure
- 1989: Open de Lyon
- 1990: Open de Bordeaux, Open de Lyon, Open Accor

Verder heeft Dabson drie toernooien op de Tours d’hiver de France gewonnwn en won hij vier keer het regionaal Alpes-Côte d’Azur kampioenschap.

## Baanrecord
Dabson heeft op de Golf de Taulanne een ronde van 64 (-7) gespeeld.